# Вахитов, Руслан Мовладович
Руслан Мовладович Вахитов  (24 сентября 1960, Алхан-Юрт, Чечено-Ингушская АССР — 16 июля 2000, Алхан-Юрт, Чечня) — российский государственный деятель, глава администрации села Алхан-Юрт (1993—2000), Герой Российской Федерации (2009).

## Биография
В 1978 году окончил среднюю школу. С апреля 1979 года по июнь 1981 года служил в рядах Советской Армии. В 1979—1982 годах (с перерывом на службу в армии) работал на Новогрозненском нефтеперерабатывающем заводе имени Н. А. Анисимова, затем недолгое время трудился каменщком в Казахской ССР, затем на рабочих специальностях на предприятиях производственной сферы в Чечне и Казахской ССР. С 1991 года председатель кооператива «Урал» в Казахской ССР, с 1993 года — президент фирмы «Урал» при Кабинете министров Чеченской Республики Ичкерия.
К 1993 году в связи с резким ухудшением жизни в ЧРИ стала формироваться оппозиция режиму Дудаева. В январе 1993 года Вахитов создал вместе со своими единомышленниками Временный Совет села Алхан-Юрт. Временный Совет и жители села Алхан-Юрт по призыву Р. М. Вахитова приняли деятельное участие в антидудаевском митинге трудящихся и всех граждан Чеченской Республики на Театральной площади в городе Грозном.

Некоторые исследователи склонны видеть в тогдашнем противостоянии Дудаева с оппозицией не только политическую, но и религиозную подоплёку:
Президент [Дудаев], представлявший высшую государственную власть, и его ближайшее окружение являются представителями тариката кадирийа. Антипрезидентская коалиция, участвующая в митингах на театральной и площади им В. И. Ленина, представлена большей частью интеллигенцией и религиозными лидерами тариката накшбандийа.
В ночь с 14 на 15 мая 1993 года созванные Вахитовым участники митинга из Алхан-Юрта на Театральной площади в Грозном подверглись нападению дудаевцев.
В ходе Первой чеченской войны 1994—1996 гг. был назначен главой администрации Алхан-Юрта по просьбе схода жителей села. Исполнял обязанности с января 1995 г. до ноября 1996 г.
После заключения Хасавъюртовского соглашения с боевиками ЧРИ не был репрессирован, но, несмотря на свою популярность среди жителей, был в 1997 году отстранён от политического процесса (выборов в парламент ЧРИ) как «противник независимости Чечни».
В августе 1999 года началась Вторая чеченская война и в ноябре 1999 года Руслан Вахитов вновь стал главой администрации села Алхан-Юрт. В том же месяце вокруг села начались ожесточённые столкновения федеральных сил с боевиками, село подвергалось обстрелам, в нём занимали позиции боевики, федеральные войска брали его в кольцо, происходили эксцессы военного времени. Вахитов как глава гражданской администрации по мере сил занимался разрешением этих проблем, предпринимал решительные меры по налаживанию мирной жизни после изгнания боевиков.
Убит боевиками ЧРИ в ночь на 16 июля 2000 года во дворе собственного дома. В августе 2000 года газета «Коммерсант», цитируя сообщение на сетевом сайте боевиков «Кавказ», передала, что убийство главы администрации селения Алхан-Юрт Руслана Вахитова было совершено «по приговору высшего шариатского суда» боевиков ЧРИ.

## Награды
- Герой Российской Федерации (24 марта 2009 года, медаль № 943, посмертно) — за мужество и героизм, проявленные при исполнении служебного долга[3]

## Память
- Имя Вахитова присвоено средней школе № 1 села Алхан-Юрт.
- Центральная улица села Алхан-Юрт также носит имя Руслана Вахитова[4].